# Jösse Car

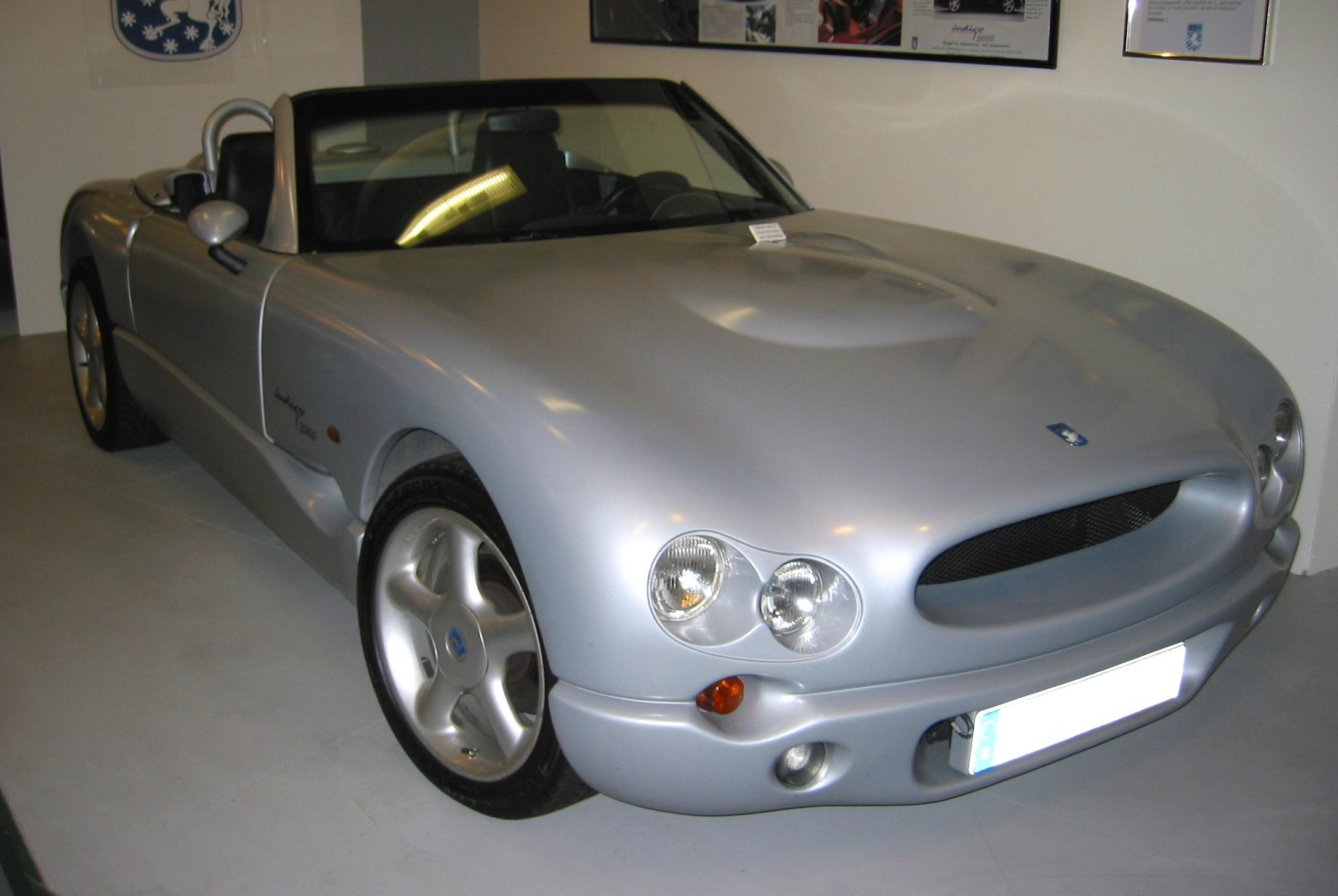
Jösse Car JC Indigo 3000 von 1998

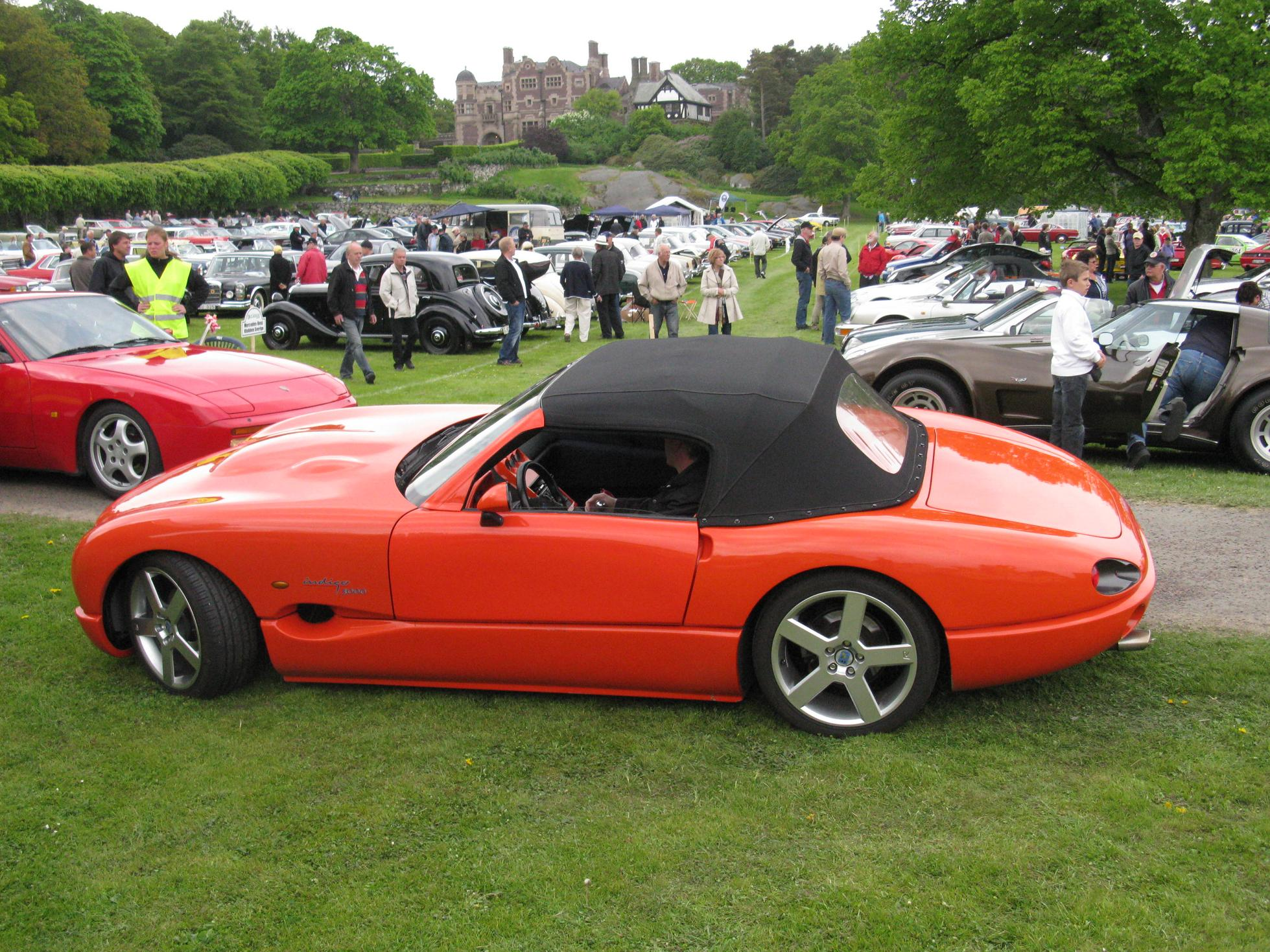
Seitenansicht

Jösse Car war ein schwedischer Hersteller von Automobilen.

## Unternehmensgeschichte
Das Unternehmen Jösse Car AB aus Arvika begann 1996 mit der Produktion von Automobilen. 1999 endete die Produktion nach 40 hergestellten Exemplaren.

## Fahrzeuge
Das einzige Modell war der JC Indigo 3000. Das Fahrzeug war mit einem Sechszylindermotor mit 2998 cm³ Hubraum und 204 PS ausgestattet, der vorne im Fahrzeug montiert war und die Hinterachse antrieb. Ein Fahrzeug dieser Marke ist im Arvika Fordonsmuseum in Arvika zu besichtigen.